# Marian-Iulian Rasaliu
Marian-Iulian Rasaliu (n. 30 martie 1970, Brașov, România) este un deputat român, ales în 2020 din partea PSD. 